# Rilly-la-Montagne
Rilly-la-Montagne település Franciaországban, Marne megyében. Lakosainak száma 1009 fő (2022. január 1.). Rilly-la-Montagne Montbré, Chigny-les-Roses, Germaine, Ludes, Taissy és Villers-Allerand községekkel határos.

## Népesség
A település népessége az elmúlt években az alábbi módon változott:
| Lakosok száma | 1121 | 1017 | 1018 | 1056 | 1025 | 1013 | 988  | 1020 | 1020 | 1009 |
|               | 1968 | 1982 | 1990 | 2006 | 2013 | 2015 | 2017 | 2019 | 2020 | 2022 |